# 魚住折蘆
魚住 折蘆（うおずみ せつろ、1883年〈明治16年〉1月27日 - 1910年〈明治43年〉12月9日）は、明治時代の日本の文芸評論家。
本名は影雄（かげお）。

## 来歴・人物
兵庫県加古郡母里村（現・稲美町母里）出身。兵庫県姫路尋常中学校（現・兵庫県立姫路西高等学校）入学後、内村鑑三の『東京独立雑誌』に影響を受ける。1901年（明治34年）受洗。1903年（明治36年）5月、友人の藤村操が日光華厳滝で投身自殺し、衝撃を受ける。同年9月、第一高等学校に入学。翌年『一高校友会雑誌』に「自殺論」を寄稿し、今日の人間にとって、国是国策の君でも家でもなく、自我こそが問題なのだと論じて話題になる。
1906年（明治39年）9月、東京帝国大学文科大学独文科に入学するが、同年10月哲学科に転科した。大学では、ラファエル・フォン・ケーベルに師事、また安倍能成ら夏目漱石の門下生や宮崎八百吉、綱島梁川、西田天香のような宗教家たちとも交流した。大学卒業後、大学院に進学する。
1910年（明治43年）6月3日 - 4日の『東京朝日新聞』に自然主義文学の欠陥を指摘する文芸評論「自然主義は窮せしや」を発表した。同年8月発表の「自己主張の思想としての自然主義」は、石川啄木に「時代閉塞の現状」を書かせるきっかけとなった。チフスと尿毒症のため、27歳で夭折した。没後『折蘆遺稿』 (1914) が出版された。

## 著書
- 安倍能成 編『折蘆遺稿』岩波書店、1914年12月。 NCID BA44348158。全国書誌番号:23002143。
- 伊藤整、亀井勝一郎、中村光夫 ほか 編「真を求めたる結果」『日本現代文学全集』 107（現代文芸評論集）、講談社、1969年7月、129-135頁。 NCID BN01043525。全国書誌番号:75003575。
- 「真を求めたる結果／自然主義は窮せしや／自己主張の思想としての自然主義／穏健なる自由思想家／歓楽を追はざる心」『現代日本文学大系』 40（魚住・安倍・阿部・和辻・生田・倉田他集）、筑摩書房、1973年2月。 NCID BN03968040。全国書誌番号:75004760。
- 稲垣達郎 編「藤村操君の死を悼みて／自殺論／詩境を思ふ／春のこゝろを思ふ／真を求めたる結果／自然主義は窮せしや／自己主張の思想としての自然主義／歓楽を追はざる心／穏健なる自由思想家／八月の小説／九月の小説／十月の小説／十一月の評論／二十年のおもひで／最後の日記」『明治文学全集』 50（金子・田中・片山・中沢・魚住集）、筑摩書房、1974年10月。 NCID BN01411174。全国書誌番号:75000170。
- 『折蘆書簡集』岩波書店、1977年6月。 NCID BN01195738。全国書誌番号:77012835。